# Kuchen
Kuchen település Németországban, azon belül Baden-Württembergben. Lakosainak száma 5724 fő (2023. december 31.).

## Népesség
A település népessége az elmúlt években az alábbi módon változott:
| Lakosok száma | 4295 | 5302 | 5245 | 5531 | 5662 | 5815 | 5751 | 5723 | 5452 | 5724 |
|               | 1961 | 1967 | 1974 | 1980 | 1986 | 1993 | 1999 | 2005 | 2012 | 2023 |